# Üçürge Deresi
Il fiume d'Üçürge (Üçürge Deresi) è un fiume turco tagliato dalla diga di Nergizlik. Il fiume è un affluente del fiume Seyhan con il quale confluisce nel lago della diga di Seyhan. Qualche chilometri a valle della diga di Nergizlik, passa ai piedi della città di Karaisalı.